# Henrik IV. Limburški
Henrik IV. (1195 – 25. februar 1247) je bil vojvoda Limburški in grof Berški od leta 1226 do svoje smrti. Bil je sin Walrana III ., luksemburškega grofa in limburškega vojvode, in Kunigunde Lotarinške, hčerke Friderika I., vojvode Lorenskega.

## Grofija Berg
Prvotno gospod Monschaua  se je poročil z Irmgardo Berško, naslednico grofije Berg, hčerko grofa Adolfa VI.,  ki je umrl med obleganjem Damiette leta 1218. Irmgarda in Henrik nista mogla takoj podedovati grofije, saj jo je imel Engelbert I., kölnski nadškof. Ker je bil Engelbert glavni svetovalec Friderika II., cesarja Svetega rimskega cesarstva, mu je cesar dosmrtno potrdil podelitev grofije, pri čemer je plačeval najemnino Henriku in Ermengardi. Engelbert je bil umorjen 7. novembra 1225 in Henrik je podedoval Berg, malo kasneje pa še Limburg. Nato je Monschau odstopil svojemu bratu Walranu, ki je že imel Faulquemont.

## Isenberg
Njegov svak Friderik iz Isenberga je bil odgovoren za smrt kölnskega nadškofa Engelberta Berškega. S smrtjo Engelberta je grofija Berg pripadla Henriku prek dedinje njegove žene Irmgarde Berške. Po usmrtitvi svaka Friderika Isenberškega in smrti sestre Sofije leto pozneje ga je skrbela usoda sirot. Vzgojeni so bili na njegovem dvoru v njegovi vojvodini Limburg. Naslednjih 20 let bo tudi oboroženo podpiral njihove pravice proti Adolfu grofu v Marki, očetovemu bratrancu, ki je zase vzel veliko njihovega premoženja.

## Cesar Friderik II.
Leta 1228 je sodeloval v šesti križarski vojni v pohodu v Sveto deželo. Po vrnitvi v Nemčijo se je pridružil križarski vojni Stedinger. Pomagal je tudi cesarju Frideriku II. v boju proti papežu. Cesar ga je skupaj z vojvodo Brabantskim in kölnskim nadškofom poslal kot odposlanca v Anglijo, da bi zanj pridobil roko sestre angleškega kralja Henrika III. Po vrnitvi sta bila prisotna tudi na poročni slovesnosti v Wormsu 20. julija 1235.

## Grofija Limburg Lenne
Med letoma 1238 in 1241 se je vojskoval tudi proti kölnskemu nadškofu Konradu Hochstadenskemu. Uvrščal se je med podpornike Hohenstaufnovcev. Ves čas je pomagal svojima najstniškima bratrancema Dideriku in Frderiku Isenberškemu mlajšemu z moštvom in denarjem v njuni bitki za vrnitev izgubljene grofije. Tii so zgradili leseno utrdbo za dva bratranca kot trdnjavo in kasneje blizu gradu na Schlepenbergu na Lenneju, visoko trdnjavo, ki so jo imenovali Limburg. Henrik (stric po materini strani) in Engelbert Isenberški, škof Osnabrucka (stric po očetovi strani) sta 1. maja 1243 stala kot glavna pogajalca svojih bratrancev na temeljih nove grofije Limburg okoli spodnjega toka reke Lenne.

## Vojvodina Limburg
Vojvoda Henrik IV. Limburški je leta 1243 podelil mestne pravice Sittardu. Hendrik je umrl 25. februarja 1247 in bil pokopan v opatiji Altenberg. Ko je leta 1282 umrla njegova vnukinja vojvodinja Irmgard, je leta 1288 potekala bitka pri Woeringenu za nasledstvo vojvodine Limburg. Zmagovalec, vojvoda Brabantski, je združil vojvodini Limburg in Brabant.
Vojvoda Henrik in Irmgarda Berška sta imela 2 sinova:
- Walrana, njegov naslednik v Limburgu [2]
- Adolfa, njegov naslednik v Bergu.[2]